# آگاهی طبقاتی

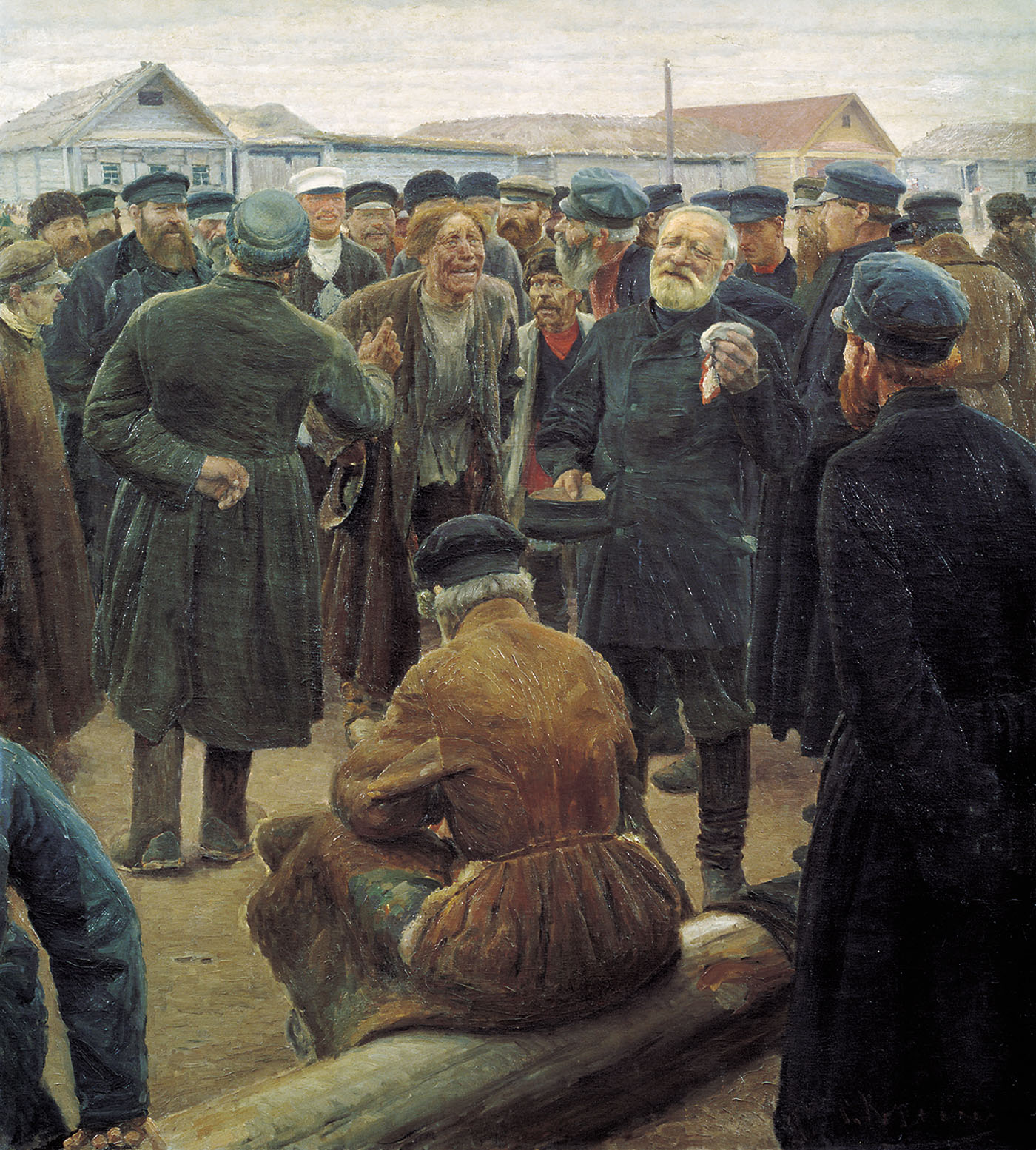
نگاره‌ی (in the village commune) اثر سرگئی کورووین، از دهقانان روستایی در روسیه تزاری قرن۱۹

آگاهی طبقاتی(به انگلیسی: class consciousness) مفهومی سوسیالیستی و پرولتاریایی مبتنی بر نظریهٔ مارکسیستی‌ای است که مطابق با آن کارگران با آگاهی از موقعیت طبقاتی خود با رویکرد انقلابی و ایجاد تغییراتی بنیادین در جامعه از «طبقه در خود» به «طبقه برای خود» گذار می‌کنند.به دیگر بیان، مجموعه‌ای از عقاید است که شخص درباره طبقه اجتماعی خود، جایگاه اقتصادی‌اش در جامعه، ساختار طبقه و منافع طبقه خود دارد. به عقیده کارل مارکس، آگاهی طبقاتی در شعله‌ور کردن انقلابی که منجر به برپایی دیکتاتوری پرولتاریا می‌شود، امری کلیدی است. گئورگ لوکاچ معتقد است آگاهی طبقاتی مسلزم حالت پیشین آگاهی کاذب است.